# Ganjigatti, Kalghatgi
Ganjigatti là một làng thuộc tehsil Kalghatgi, huyện Dharwad, bang Karnataka, Ấn Độ.